# 甲賀市立水口小学校

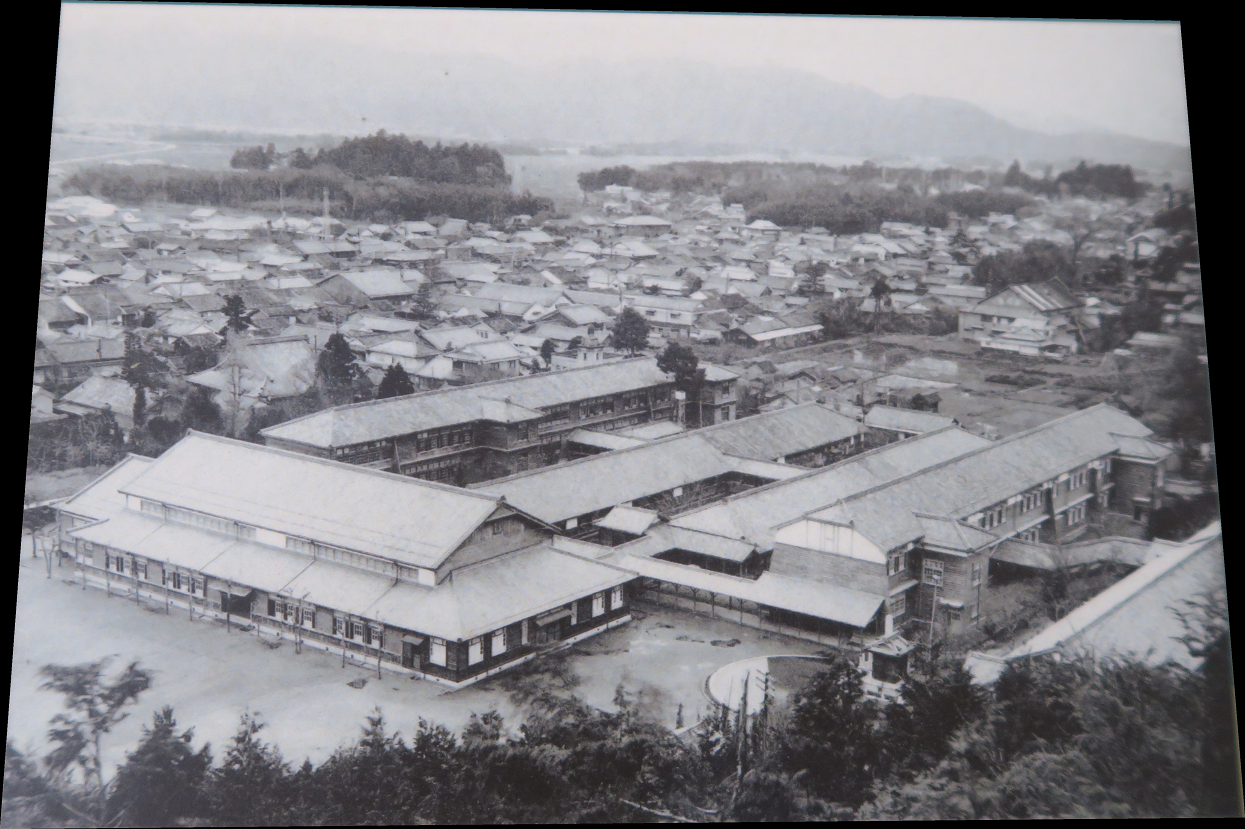
1937年の水口小学校と周辺の街並み

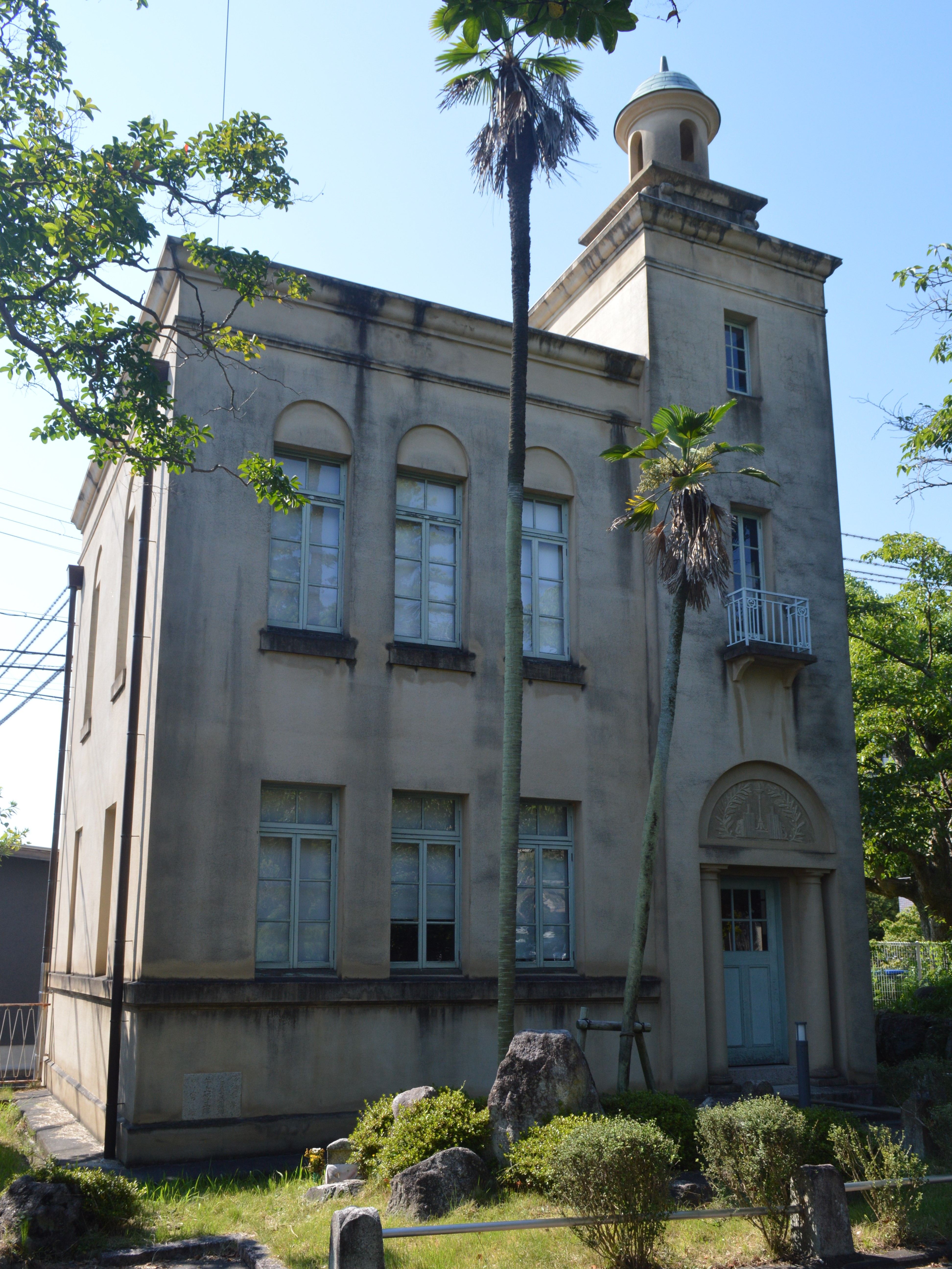
敷地内にある旧水口図書館

甲賀市立水口小学校（こうかしりつ みなくちしょうがっこう）は、滋賀県甲賀市水口町本町一丁目2番1号にある市立の小学校。敷地内にはウィリアム・メレル・ヴォーリズ設計の旧水口図書館がある。

## 歴史
- 1874年（明治7年）1月25日 - 知周学校が開校[2]。
- 1886年（明治19年） - 尋常科水口小学校に改称[2]。
- 1892年（明治25年）7月 - 水口尋常小学校に改称[2]。
- 1894年（明治27年）9月 - 校舎が現在地に移転[2]。
- 1910年（明治43年） - 巖谷小波の作詞による校歌「城山高くあらずとも」を制定[2]。
- 1919年（大正8年）4月 - 水口町立水口尋常高等小学校に改称[2]。
- 1924年（大正13年）1月25日 - 創立50周年記念式典を挙行[2]。
- 1928年（昭和3年） - 本館校舎と図書館（現・旧水口図書館）完成[2]。
- 1941年（昭和16年） - 水口町立水口国民学校に改称[2]。
- 1947年（昭和22年） - 水口町立水口東小学校に改称[2]。
- 1948年（昭和23年） - 水口町立水口小学校に改称[2]。
- 1960年（昭和35年） - 鉄筋コンクリート造3階建の本館第一校舎完成[2]。
- 1973年（昭和48年） - 鉄筋コンクリート造3階建の本館第二校舎完成[2]。
- 1974年（昭和49年） - 創立100周年記念行事を挙行[2]。
- 1981年（昭和56年）4月 - 水口町立綾野小学校が分離独立[2]。
- 1983年（昭和58年）3月24日 - 鉄筋コンクリート造3階建の本館第三校舎完成[2]。
- 2004年（平成16年）10月1日 - 甲賀市立水口小学校に改称[2]。

## 校区
校区は以下の通り。
- 水口町今郷、水口町和野、水口町嶬峨、水口町新城、水口町中畑、水口町松尾、水口町秋葉、水口町元町、水口町京町、水口町高塚、水口町神明、水口町本町1丁目、水口町本町2丁目、水口町松栄、水口町暁、水口町宮の前の一部、水口町鹿深の一部、水口町本町3丁目の一部、水口町新町1丁目、水口町朝日が丘、水口町新町2丁目の一部、水口町八坂の一部、水口町古城が丘、水口町水口の一部

## 教育目標
自ら考え、正しく判断し、実践できる子どもの育成
- あかるく  (知)知性豊かで創造力に富み自分の考えをしっかり持てる子ども
- やさしく  (徳)公正で思いやりがありみんなのために自分を生かす子ども
- たくましく (体)健全な身体と旺盛な気力を持ち最後までやり遂げる子ども

## 特徴
子どもたちが主役の児童会活動
- グリーンシャワー - 自然や景色を楽しみながら全校遠足を実施。
- 全校なべ大会 - 育てた野菜を中心に、6年生が中心になり全校生徒で七輪でなべを作っていただく。

- 郷土に学ぶ
  - 1月25日の創立記念日に歴代の校長先生・教頭先生・PTA会長や地域代表を招いて記念行事を行う。6年生が伝統的な水口囃子を演奏する。
- 古城山に学ぶ
  - 生活科での自然体験や図工の材料集めなど自然を活かした活動を古城山で行う。
- 食育でからだを磨く
  - 毎月8日は「歯の日・葉っぱの日」として、健康に関するビデオ放送をする。また、各家庭での歯の様子や野菜摂取の状況をチェックする。